# Падал прошлогодний снег
«Па́дал прошлого́дний снег» — советский мультипликационный фильм, поставленный режиссёром Александром Татарским по сценарию Сергея Иванова и снятый в 1983 году. Выполнен при помощи техники пластилиновой мультипликации. В основе сюжета — забавная новогодняя сказка про мужичка, отправившегося на поиски ёлки.

## Сюжет
Глуповатый, простодушный, ленивый и жадный мужичок очень любит побездельничать, пить пиво и постоянно попадает в дурацкие ситуации. Жена посылает его принести из леса ёлку на Новый год. Но новогодний лес — сказочное место, полное неожиданных событий.
Сюжет разделён на две связанные истории. В основе первой истории лежит сюжет, встречающийся в сказках многих народов мира — о жадном человеке, который, увидав в лесу зайца, размечтался, как разбогатеет на пойманном звере. В итоге он ненароком пугает зайца криком и остаётся ни с чем.
Во второй истории жена снова посылает мужика за ёлкой, и он натыкается на избушку на курьих ножках, внутри которой находит волшебную палочку и, неумело применяя её, переживает множество превращений, с трудом обретя первоначальный облик, но оставшись с хвостом тигра.
Мужик возвращается в родное село ни с чем и, получив нагоняй от жены, садится на занесённый снегом мост. За кадром рассказчик говорит, что мужик в третий раз ходил за ёлкой и наконец добыл её, но, поскольку это было уже весной, он отнёс ёлку обратно. После этих слов мужик начинает играть на свирели пронзительную мелодию. К нему подползает ворона, в которую он ранее кидался снежками, и крыльями обнимает его.

## Работа над фильмом
Мультфильм имел первоначальное рабочее название «Ёлки, палки, лес густой». Татарский начал над ним работать ещё на киевской студии: все республиканские студии должны были к 60-летию СССР снять свою сказку, и её директор обратился к Татарскому, чтобы снять пластилиновый мультфильм. Как вспоминает Татарский: «И директор, с которыми у меня были чудовищные отношения, но и выслужиться ему надо было… предложил сделать фильм от Украины пластилиновый — он понимал, что это будет козырная карта, что это никто не сделает. И я согласился».
Из-за давно тянущегося конфликта с директором Татарский уволился из киевской студии и, переехав в Москву, продолжил работать над мультфильмом уже на студии «Экран» с «чудовищно» урезанным бюджетом и сроками.
В первом снятом варианте это была история про героя, который не слушался рассказчика: баба (озвученная Лией Ахеджаковой) рассказывала сказку, но мужик (Станислав Садальский) её не слушался, делал всё по-своему и история шла другим путём. Несмотря на отчаянное сопротивление режиссёра и сценариста, мультфильм «Падал прошлогодний снег» был отправлен «на доработку». Режиссёр Александр Татарский вспоминал: «На сдаче „Снега“ у меня было предынфарктное состояние. Мне заявили, что я неуважительно отношусь к русскому человеку: „У вас всего один герой — русский мужик, и тот идиот!..“»
Татарскому пришлось перемонтировать мультфильм и переписать текст, отказавшись от первоначальной концепции. Лия Ахеджакова уже не смогла прийти на переозвучивание, поэтому Садальский озвучил обоих — рассказчика и мужика. По словам Татарского, «это была не лучшая идея. В общем, всё что можно, мы там испортили».
Также потребовали поменять название: сказали, что «Ёлки, палки, лес густой» — неприличное слово, начинается с буквы «ё». Название «Падал прошлогодний снег» Татарский придумал во сне: проснулся, записал его помадой жены на полу, чтобы не забыть, а утром увидел и очень удивился.
Интересно, что в финальных титрах Садальского не указали. Перед сдачей мультфильма до председателя Гостелерадио Сергея Лапина дошли сведения, что Садальский был задержан в ресторане гостиницы «Космос» с иностранной гражданкой (по словам самого Станислава Юрьевича, это была его двоюродная бабушка, приехавшая в СССР из Германии). В качестве наказания за общение с иностранцами фамилию актёра убрали из титров, однако позже, уже в постсоветское время, упомянули его в «постскриптуме», выразив благодарность «за предоставленный для съёмки голос».
По словам Гладкова, характерный «крякающий» звук в некоторых композициях мультфильма был создан с помощью музыкального инструмента из класса рожков под названием казу. Объясняя композитору, какой должна быть финальная музыкальная тема, Татарский сказал Гладкову: «Гриша, сочини мелодию, под которую нас будут хоронить». Так и вышло: тема из мультфильма «Падал прошлогодний снег» звучала на похоронах режиссёра.

## Создатели
- Автор сценария: Сергей Иванов
- Режиссёр: Александр Татарский
- Художник-постановщик: Людмила Танасенко
- Композитор: Григорий Гладков
- Оператор: Иосиф Голомб
- Звукооператор: Нелли Кудрина
- Роли озвучивал: Станислав Садальский
- Художники-мультипликаторы: Александр Федулов, Борис Савин, Александр Татарский, Владлен Барбэ
- Художники: Елена Косарева, Игорь Романов, Ирина Черенкова, Ольга Прянишникова, О. Ткаленко, Татьяна Кузьмина
- Монтажёр: Любовь Георгиева
- Редактор: Алиса Феодориди
- Директор: Зинаида Сараева

## Награды
- Приз «Серебряный Кукер» на МКФ в Варне, Болгария, 1983;
- Диплом ФИДЕЖ на III МФАФ в Варне и др.[11]

## Видеоиздания
Мультфильм неоднократно издавался на видеокассетах VHS и DVD в сборниках мультфильмов:
- Сборник мультфильмов «Видеопрограмма», «Электроника Видео» [VHS]; ORIGINAL (MESECAM), Mono Audio, Normal Audio (середина 1980-х)
- Сборник мультфильмов «Видеопрограмма», «Видео Госкино СССР» [VHS]; ORIGINAL (MESECAM), Mono Audio, Normal Audio (1980-е — начало 1990-х)
- Сборник мультфильмов ТО «Экран» (Пластилиновая ворона, Обратная сторона Луны и Очень синяя борода) и «Союзмультфильм» (Лиса Патрикеевна, Жил-был пёс и другие...) [VHS] — ORIGINAL (pal), Mono Audio, Normal Audio (1990-е годы)
- Лучшие советские мультфильмы, Studio PRO Video [VHS] — ORIGINAL (pal), Hi-Fi Audio HD, Normal Audio (1990-е годы)
- «Детский кинотеатр: Следствие ведут колобки» (Сборник мультфильмов ТО «Экран», Гостелерадиофонд), «Мастер Тэйп» и «Союзвидеотейп» [BETACAM>VHS] — ORIGINAL (pal), Hi-Fi Audio, Normal Audio (начало 2000-х, начиная с декабря 2000 года)
- «Падал прошлогодний снег. Сборник мультфильмов (ТО „Экран“)», «Мастер Тэйп», DVD, PAL и NTSC, FOR PLAZMA TV (2002 год)
- «Зимняя сказка» (Сборник мультфильмов ТО «Экран»), «ИДДК», DVD (2002 год)
- «В лесу родилась ёлочка» (Сборник мультфильмов ТО «Экран»), DVD[12].

## Влияние
В 2003 году фирма «1С» выпустила по мотивам мультфильма одноимённую приключенческую компьютерную игру, повествующую о новых похождениях мужичка и озвученную Станиславом Садальским, а в 2005 году — продолжение. Обе игры получили негативные отзывы на сайте Absolute Games.